# Писање
Писање је људска активност којом се на неком медијуму оставља траг у виду симбола (слова) из скупа унапред утврђених симбола (писма). Писање се разликује од цртања, сликања или снимања по томе што су симболи видљиви људском оку, строго дефинисани и могу се разликовати само по величини или дебљини. Писање захтева четири вештине: познавање речи језика на коме се пише, знање граматике, знање правописа и знање слова. Траг који остаје као резултат писања назива се текст или спис или запис. Сваки човек има специфичан начин писања (рукопис), по коме је могуће недвосмислено установити да ли је написао одређени текст. Ова особеност писања користи се и за потпис. Писање се као појам користи и за мисаони процес креирања садржаја записа.
Системи писања сами по себи не чине људске језике (са спорним изузетком компјутерских језика); они су средство за претварање језика у облик који могу да реконструишу други људи одвојени временом и/или простором. Иако сви језици не користе систем писања, они који га користе могу допунити и проширити капацитете говорног језика стварањем трајних облика језика који се могу преносити кроз простор (нпр. писана кореспонденција) и чувати током времена (нпр. библиотеке или друге јавне евиденције). Такође је примећено да сама активност писања може имати ефекте на трансформацију знања, јер омогућава људима да екстернализују своје размишљање у облицима о којима је лакше размишљати, разрадити, преиспитати и ревидирати. Систем писања се ослања на многе исте семантичке структуре као и језик који представља, као што су лексикон и синтакса, уз додатну зависност система симбола који представљају фонологију и морфологију тог језика. Ипак, писани језици у току уписивања могу попримити карактеристике које се разликују од свих доступних у говорном језику. Резултат активности писања назива се текст, а тумач или активатор текста назива се читач.

## Алати, материјали и мотивације за писање
Сваки пример писања укључује сложену интеракцију између доступних алата, намера, културних обичаја, жанрова, прећутног и експлицитног знања, као и ограничења и ограничења система писања који се примењују. Натписи су рађени прстима, стилусма, перима, четкицама за мастило, оловкама, пенкалима и многим стиловима литографије; површине које се користе за ове натписе укључују камене плоче, глинене плоче, бамбусове летвице, папирус, воштане таблете, велум, пергамент, папир, бакрорез, шкриљце, порцелан и друге емајлиране површине. Инке су користиле ужад са чворовима познату као куипу (или кипу) за вођење евиденције. Алати и површине за писање су кроз историју безбројно пута импровизовани (као што илуструју случајеви графита, тетовирања и импровизованих помоћних мемоара). Писаћа машина и касније различити дигитални процесори текста су недавно постали широко распрострањени алати за писање, а студије су упоређивале начине на које су писци уоквирили искуство писања таквим алатима у поређењу са оловком или пером. Напредак у генерисању природног језика омогућава одређеним алатима (у облику софтвера) да произведу одређене врсте веома формулисаног писања (нпр. временске прогнозе и кратка спортска извештавања) без директног учешћа људи. Технологије писања из различитих епоха лако коегзистирају у многим домовима и на радним местима. Током једног дана или чак једне епизоде писања, на пример, писац може инстинктивно да прелази између оловке, екрана осетљивог на додир, уређивача текста, беле табле, свеске и лепљивих белешки како се појаве различите сврхе.
Како су се људска друштва појављивала, колективне мотивације за развој писања биле су вођене прагматичним захтевима као што су праћење производа и другог богатства, бележење историје, одржавање културе, кодификовање знања кроз наставне планове и програме и листе текстова за које се сматрало да садрже основно знање (нпр. Канон медицине) или да буду уметнички изузетни (нпр. књижевни канон), да организују и управљају друштвима кроз формирање правних система, пописне евиденције, уговоре, акте о власништву, опорезивање, трговинске споразуме, уговоре и тако даље. Историчари аматери, укључујући Х.Џ. Велса, спекулисали су од почетка 20. века о вероватној кореспонденцији између појаве система писања и развоја градова-држава у царства. Као што објашњава Чарлс Бејзерман, „обележавање знакова на камењу, глини, папиру и сада дигиталним успомена — свака преносивији и брже путујући од претходног — пружају се средства за све више координиране и проширене акције, као и памћење међу већим групама људи преко времена и простора.“ На пример, око 4. миленијума пре нове ере, сложеност трговине и администрације у Месопотамији премашила је људско памћење, а писање је постало поузданији метод за трајно бележење и представљање трансакција.] У старом Египту и у Мезоамерици, с друге стране, писање је можда еволуирало кроз календарске и политичке потребе за бележење историјских и еколошких догађаја. Даље иновације укључивале су уједначеније, предвидљиве и широко распрострањене правне системе, дистрибуцију доступних верзија светих текстова и унапређење праксе научног истраживања и консолидације знања, а све се то у великој мери ослањало на преносиве и лако репродуцибилне облике писаног језика. Историја писања је коекспанзивна са историјом употребе писања и разрадом система активности који стварају и циркулишу писање.
Индивидуалне, за разлику од колективних, мотивација за писање укључују импровизоване додатне капацитете за ограничења људског памћења (нпр. листе обавеза, рецепте, подсетнике, дневнике, мапе, правилан редослед за компликован задатак или важан ритуал), ширење идеја (као у есеју, монографији, прилогу, петицији или манифесту), маштовити наративи и други облици приповедања, одржавање сродства и других друштвених мрежа, преговарање о кућним питањима са добављачима роба и услуга и са локалним и регионалним управљачким телима, и живо писање (нпр. дневник или журнал).
Скоро глобално ширење дигиталних комуникационих система као што су е-пошта и друштвени медији учинило је писање све важнијом одликом свакодневног живота, где се ови системи мешају са старијим технологијама као што су папир, оловке, табле, штампачи и копир машине. Значајне количине свакодневног писања карактеришу већину радних места у развијеним земљама. У многим занимањима (нпр. право, рачуноводство, дизајн софтвера, људски ресурси, итд.) писана документација није само главна испорука, већ и сам начин рада. Чак и у занимањима која обично нису повезана са писањем, рутински токови посла (одржавање евиденције, пријављивање инцидената, вођење евиденције, праћење инвентара, документовање продаје, рачунање времена, слање упита клијената, итд) имају за циљ да већина запослених пише барем током дела свог времена.

## Професије чија је делатност писање
- Писац
- Песник
- Новинар
- Програмер
- Писар
- Дактилограф
- Фирмописач